# Caloundra (Queensland)
Caloundra  er en by i Queensland i Australien. Byen blev grundlagt i 1839 og havde i 2011 en befolkning på 41.293.[kilde mangler]